# Linea Iida
La linea Iida (飯田線?, Iida-sen), è una ferrovia regionale a scartamento ridotto di 195,7 km che collega le città di Toyohashi nella prefettura di Aichi e Tatsuno, nella prefettura di Nagano in Giappone, passando per quella di Shizuoka.

## Caratteristiche
Pur trattandosi di una linea ferroviaria regionale, è presente un grande numero di stazioni che in certi punti rasenta quello di una linea suburbana. Tuttavia molte delle fermate situate in zone montagnose o remote si sono nel frattempo spopolate, e diverse stazioni, di fatto, hanno un numero quasi nullo di passeggeri. La ferrovia è a doppio binario nel tratto fra Toyohashi e Toyokawa e a binario singolo nel restante tratto, e interamente elettrificata a 1500 V con catenaria. Per percorrere tutti i 195 km della linea con i treni locali, effettuanti tutte le fermate, sono necessarie circa 6 ore.

## Servizi

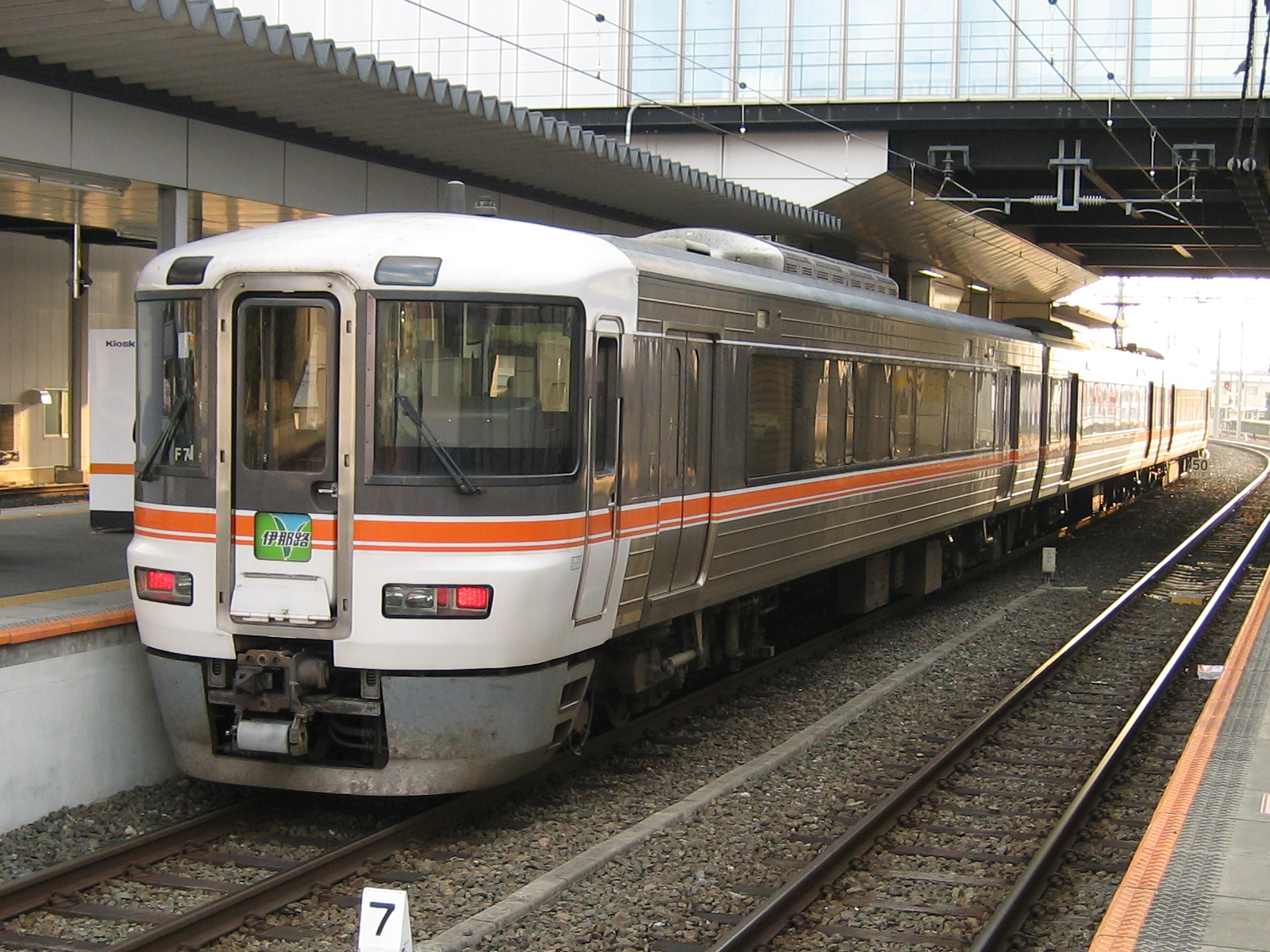
L'Espresso limitato Inaji

Il treno espresso limitato Inaji (伊那路?) unisce due volte al giorno Toyohashi e Iida. Il rapido Misuzu (みすず?) congiunge invece Iida e Okaya. I servizi locali vengono divisi in tre sezioni alle stazioni di Hon-Nagashino e Tenryūkyō. Il segmento direttamente a nord di Toyohashi funziona come ferrovia suburbana per la città, mentre la sezione fra Hon-Nagashino e Tenryūkyō è una ferrovia di montagna con basso traffico.

## Percorso

### Da Toyohashi a Iida
L: Locale (普通?, Futsū)
R: Rapido (快速?, Kaisoku)
I: Espresso limitato Inaji (特急伊那路?, Tokkyū Inaji)
Tutti i treni fermano alle stazioni indicate da "●" e non fermano dove presenti i simboli "-", "↓", or "↑". Le frecce indicano la direzione dei treni rapidi. Alcuni treni fermano in presenza di "▲".
| Stazione           | Giapponese | Distanza | L       | R       | R       | I       | Collegamenti | Posizione           | Posizione |
| L. Iida            | L. Iida    | L. Iida  | L. Iida | L. Iida | L. Iida | L. Iida | L. Iida | L. Iida             | L. Iida   |
| ------------------ | ---------- | -------- | ------- | ------- | ------- | ------- | --- | ------------------- | --------- |
| Toyohashi          | 豊橋駅     | 0.0      | ●       | ●       | ●       | ●       | ■ Linea principale Tōkaidō Tōkaidō Shinkansen ■ Linea Meitetsu Nagoya Linea Toyotetsu Atsumi (Shin-Toyohashi) Tram di Toyohashi | Toyohashi           | Aichi     |
| Funamachi          | 船町       | 1.5      | ▲       | ↑       | ↑       | -       | | Toyohashi           | Aichi     |
| Shimoji            | 下地       | 2.2      | ▲       | ↑       | ↑       | -       | | Toyohashi           | Aichi     |
| Giunzione di Hirai | 平井信号場 | 3.9      | -       | ↑       | ↑       | -       | | Toyokawa            | Aichi     |
| Kozakai            | 小坂井     | 4.4      | ●       | ●       | ●       | -       | | Toyokawa            | Aichi     |
| Ushikubo           | 牛久保     | 6.6      | ●       | ●       | ●       | -       | | Toyokawa            | Aichi     |
| Toyokawa           | 豊川       | 8.7      | ●       | ●       | ●       | ●       | ■ Linea Meitetsu Toyokawa (Toyokawa-Inari)                                                                                      | Toyokawa            | Aichi     |
| Mikawa-Ichinomiya  | 三河一宮   | 12.0     | ●       | ●       | ●       | -       | | Toyokawa            | Aichi     |
| Nagayama           | 長山       | 14.4     | ●       | ●       | ↑       | -       | | Toyokawa            | Aichi     |
| Ejima              | 江島       | 15.4     | ●       | ●       | ↑       | -       | | Toyokawa            | Aichi     |
| Tōjō               | 東上       | 17.0     | ●       | ●       | ↑       | -       | | Toyokawa            | Aichi     |
| Nodajō             | 野田城     | 19.7     | ●       | ●       | ↑       | -       | | Shinshiro           | Aichi     |
| Shinshiro          | 新城       | 21.6     | ●       | ●       | ●       | ●       | | Shinshiro           | Aichi     |
| Higashi-Shimmachi  | 東新町     | 22.6     | ●       | ●       |         | -       | | Shinshiro           | Aichi     |
| Chausuyama         | 茶臼山     | 23.8     | ●       | ●       |         | -       | | Shinshiro           | Aichi     |
| Mikawa-Tōgō        | 三河東郷   | 25.0     | ●       | ●       |         | -       | | Shinshiro           | Aichi     |
| Ōmi                | 大海       | 27.9     | ●       | ●       |         | -       | | Shinshiro           | Aichi     |
| Torii              | 鳥居       | 29.3     | ●       | ↑       |         | -       | | Shinshiro           | Aichi     |
| Nagashinojō        | 長篠城     | 30.8     | ●       | ↑       |         | -       | | Shinshiro           | Aichi     |
| Hon-Nagashino      | 本長篠     | 32.1     | ●       | ●       |         | ●       | | Shinshiro           | Aichi     |
| Mikawa-Ōno         | 三河大野   | 35.6     | ●       | ●       |         | -       | | Shinshiro           | Aichi     |
| Yuya-Onsen         | 湯谷温泉   | 38.0     | ●       | ●       |         | ●       | | Shinshiro           | Aichi     |
| Mikawa-Makihara    | 三河槙原   | 40.6     | ●       | ●       |         | -       | | Shinshiro           | Aichi     |
| Kakidaira          | 柿平       | 42.9     | ▲       | ↑       |         | -       | | Shinshiro           | Aichi     |
| Mikawa-Kawai       | 三河川合   | 45.2     | ●       | ●       |         | -       | | Shinshiro           | Aichi     |
| Ikeba              | 池場       | 50.1     | ▲       | ↑       |         | -       | | Shinshiro           | Aichi     |
| Tōei               | 東栄       | 51.2     | ●       | ●       |         | -       | | Tōei, Kitashitara   | Aichi     |
| Izumma             | 出馬       | 55.4     | ▲       | ↑       |         | -       | | Tenryū-ku Hamamatsu | Shizuoka  |
| Kamiichiba         | 上市場     | 56.0     | ●       | ↑       |         | -       | | Tenryū-ku Hamamatsu | Shizuoka  |
| Urakawa            | 浦川       | 57.3     | ●       | ●       |         | -       | | Tenryū-ku Hamamatsu | Shizuoka  |
| Hayase             | 早瀬       | 58.5     | ●       | ↑       |         | -       | | Tenryū-ku Hamamatsu | Shizuoka  |
| Shimokawai         | 下川合     | 59.9     | ●       | ↑       |         | -       | | Tenryū-ku Hamamatsu | Shizuoka  |
| Chūbu-Tenryū       | 中部天竜   | 62.4     | ●       | ●       |         | ●       | | Tenryū-ku Hamamatsu | Shizuoka  |
| Sakuma             | 佐久間     | 63.5     | ●       | ●       |         | -       | | Tenryū-ku Hamamatsu | Shizuoka  |
| Aizuki             | 相月       | 68.5     | ●       | ↑       |         | -       | | Tenryū-ku Hamamatsu | Shizuoka  |
| Shironishi         | 城西       | 70.5     | ●       | ↑       |         | -       | | Tenryū-ku Hamamatsu | Shizuoka  |
| Mukaichiba         | 向市場     | 73.3     | ●       | ↑       |         | -       | | Tenryū-ku Hamamatsu | Shizuoka  |
| Misakubo           | 水窪       | 74.3     | ●       | ●       |         | ●       | | Tenryū-ku Hamamatsu | Shizuoka  |
| Ōzore              | 大嵐       | 80.8     | ●       | ↑       |         | -       | | Tenryū-ku Hamamatsu | Shizuoka  |
| Kowada             | 小和田     | 83.8     | ●       | ↑       |         | -       | | Tenryū-ku Hamamatsu | Shizuoka  |
| Nakaisamurai       | 中井侍     | 87.8     | ●       | ↑       |         | -       | | Tenryū Shimoina     | Nagano    |
| Ina-Kozawa         | 伊那小沢   | 90.1     | ●       | ↑       |         | -       | | Tenryū Shimoina     | Nagano    |
| Ugusu              | 鶯巣       | 91.7     | ●       | ↑       |         | -       | | Tenryū Shimoina     | Nagano    |
| Hiraoka            | 平岡       | 93.8     | ●       | ●       |         | ●       | | Tenryū Shimoina     | Nagano    |
| Shiteguri          | 為栗       | 98.5     | ▲       | ●       |         | -       | | Tenryū Shimoina     | Nagano    |
| Nukuta             | 温田       | 102.2    | ●       | ●       |         | ●       | | Yasuoka Shimoina    | Nagano    |
| Tamoto             | 田本       | 104.2    | ▲       | ●       |         | -       | | Yasuoka Shimoina    | Nagano    |
| Kadoshima          | 門島       | 107.9    | ●       | ●       |         | -       | | Yasuoka Shimoina    | Nagano    |
| Karakasa           | 唐笠       | 111.3    | ●       | ●       |         | -       | | Yasuoka Shimoina    | Nagano    |
| Kinno              | 金野       | 113.6    | ▲       | ●       |         | -       | | Iida                | Nagano    |
| Chiyo              | 千代       | 114.8    | ●       | ●       |         | -       | | Iida                | Nagano    |
| Tenryūkyō          | 天竜峡     | 116.2    | ●       | ●       |         | ●       | | Iida                | Nagano    |
| Kawaji             | 川路       | 117.5    | ●       | ●       |         | -       | | Iida                | Nagano    |
| Tokimata           | 時又       | 119.3    | ●       | ●       |         | -       | | Iida                | Nagano    |
| Dashina            | 駄科       | 121.1    | ●       | ●       |         | -       | | Iida                | Nagano    |
| Kega               | 毛賀       | 122.5    | ●       | ●       |         | -       | | Iida                | Nagano    |
| Ina-Yawata         | 伊那八幡   | 123.6    | ●       | ●       |         | -       | | Iida                | Nagano    |
| Shimoyamamura      | 下山村     | 124.7    | ●       | ●       |         | -       | | Iida                | Nagano    |
| Kanae              | 鼎         | 125.7    | ●       | ●       |         | -       | | Iida                | Nagano    |
| Kiriishi           | 切石       | 127.7    | ●       | ●       |         | -       | | Iida                | Nagano    |
| Iida               | 飯田       | 129.3    | ●       | ●       |         | ●       | | Iida                | Nagano    |

### Da Iida a Okaya
L: Locale (普通?, Futsū)
R: Rapido (快速?, Kaisoku)
M: Rapido Misuzu (快速みすず?, Kaisoku Misuzu)
Tutti i treni fermano alle stazioni indicate da "●" e non fermano dove presenti i simboli "-", "↓", or "↑". Le frecce indicano la direzione dei treni rapidi. I rapidi Misuzu per Tatsuno fermano in presenza di "◆", mentre quelli diretti a Iida saltano queste stazioni.
| Stazione                                        | Giapponese | Distanza | L       | R       | R       | M       | Collegamenti                                    | Posizione            | Posizione |
| L. Iida                                         | L. Iida    | L. Iida  | L. Iida | L. Iida | L. Iida | L. Iida | L. Iida                                         | L. Iida              | L. Iida   |
| ----------------------------------------------- | ---------- | -------- | ------- | ------- | ------- | ------- | ----------------------------------------------- | -------------------- | --------- |
| Iida                                            | 飯田       | 129.3    | ●       | ●       |         | ●       |                                                 | Iida                 | Nagano    |
| Sakuramachi                                     | 桜町       | 130.1    | ●       | ●       |         | -       |                                                 | Iida                 | Nagano    |
| Ina-Kamisato                                    | 伊那上郷   | 131.1    | ●       | ●       |         | -       |                                                 | Iida                 | Nagano    |
| Motozenkōji                                     | 元善光寺   | 133.8    | ●       | ●       |         | ●       |                                                 | Iida                 | Nagano    |
| Shimoichida                                     | 下市田     | 135.6    | ●       | ●       |         | -       |                                                 | Takamori Shimoina    | Nagano    |
| Ichida                                          | 市田       | 136.8    | ●       | ●       |         | ●       |                                                 | Takamori Shimoina    | Nagano    |
| Shimodaira                                      | 下平       | 139.5    | ●       | ●       |         | -       |                                                 | Takamori Shimoina    | Nagano    |
| Yamabuki                                        | 山吹       | 140.5    | ●       | ●       |         | -       |                                                 | Takamori Shimoina    | Nagano    |
| Ina-Ōshima                                      | 伊那大島   | 143.1    | ●       | ●       |         | ●       |                                                 | Matsukawa Shimoina   | Nagano    |
| Kamikatagiri                                    | 上片桐     | 146.9    | ●       | ●       |         | ●       |                                                 | Matsukawa Shimoina   | Nagano    |
| Ina-Tajima                                      | 伊那田島   | 148.2    | ●       | ●       |         | -       |                                                 | Nakagawa Kamiina     | Nagano    |
| Giunzione di Ōsawa                              | 大沢信号   | 149.7    | -       | -       |         | -       |                                                 | Matsukawa Shimoina   | Nagano    |
| Takatōbara                                      | 高遠原     | 150.7    | ●       | ●       |         | -       |                                                 | Iijima Kamiina       | Nagano    |
| Nanakubo                                        | 七久保     | 152.3    | ●       | ●       |         | ●       |                                                 | Iijima Kamiina       | Nagano    |
| Ina-Hongō                                       | 伊那本郷   | 155.1    | ●       | ●       |         | -       |                                                 | Iijima Kamiina       | Nagano    |
| Iijima                                          | 飯島       | 157.9    | ●       | ●       |         | ●       |                                                 | Iijima Kamiina       | Nagano    |
| Tagiri                                          | 田切       | 160.1    | ●       | ●       |         | -       |                                                 | Iijima Kamiina       | Nagano    |
| Ina-Fukuoka                                     | 伊那福岡   | 162.9    | ●       | ●       |         | ●       |                                                 | Komagane             | Nagano    |
| Komachiya                                       | 小町屋     | 164.4    | ●       | ●       |         | -       |                                                 | Komagane             | Nagano    |
| Komagane                                        | 駒ヶ根     | 165.6    | ●       | ●       | ●       | ●       |                                                 | Komagane             | Nagano    |
| Ōtagiri                                         | 大田切     | 167.0    | ●       |         | ↓       | ◆       |                                                 | Komagane             | Nagano    |
| Miyada                                          | 宮田       | 169.1    | ●       |         | ●       | ●       |                                                 | Miyada Kamiina       | Nagano    |
| Akagi                                           | 赤木       | 170.4    | ●       |         | ↓       | ◆       |                                                 | Ina                  | Nagano    |
| Sawando                                         | 沢渡       | 173.4    | ●       |         | ●       | ●       |                                                 | Ina                  | Nagano    |
| Shimojima                                       | 下島       | 174.5    | ●       |         | ↓       | ◆       |                                                 | Ina                  | Nagano    |
| Inashi                                          | 伊那市     | 178.0    | ●       |         | ●       | ●       |                                                 | Ina                  | Nagano    |
| Ina-Kita                                        | 伊那北     | 178.9    | ●       |         | ●       | ●       |                                                 | Ina                  | Nagano    |
| Tabata                                          | 田畑       | 181.0    | ●       |         | ↓       | ◆       |                                                 | Minamiminowa Kamiina | Nagano    |
| Kitatono                                        | 北殿       | 183.2    | ●       |         | ●       | ●       |                                                 | Minamiminowa Kamiina | Nagano    |
| Kinoshita                                       | 木ノ下     | 185.6    | ●       |         | ↓       | ●       |                                                 | Minowa Kamiina       | Nagano    |
| Ina-Matsushima                                  | 伊那松島   | 187.1    | ●       |         | ●       | ●       |                                                 | Minowa Kamiina       | Nagano    |
| Sawa                                            | 沢         | 189.7    | ●       |         | ●       | ●       |                                                 | Minowa Kamiina       | Nagano    |
| Haba                                            | 羽場       | 191.6    | ●       |         | ●       | ●       |                                                 | Tatsuno Kamiina      | Nagano    |
| Ina-Shimmachi                                   | 伊那新町   | 193.4    | ●       |         | ●       | ◆       |                                                 | Tatsuno Kamiina      | Nagano    |
| Miyaki                                          | 宮木       | 194.6    | ●       |         | ↓       | ●       |                                                 | Tatsuno Kamiina      | Nagano    |
| Tatsuno                                         | 辰野       | 195.7    | ●       |         | ●       | ●       | Linea principale Chūō (diramazione per Tatsuno) | Tatsuno Kamiina      | Nagano    |
| Linea principale Chūō (diramazione per Tatsuno) |            |          |         |         |         |         |                                                 |                      |           |
| Kawagishi                                       | 川岸       | 201.7    | ●       |         | ●       | ●       |                                                 | Okaya                | Nagano    |
| Okaya                                           | 岡谷       | 205.2    | ●       |         | ●       | ●       | Linea principale Chūō                           | Okaya                | Nagano    |

## Materiale rotabile
- Elettrotreno serie 213-5000 a 2 casse
- Elettrotreno serie 313-3000